# アルヴィーゼ・グリッティ

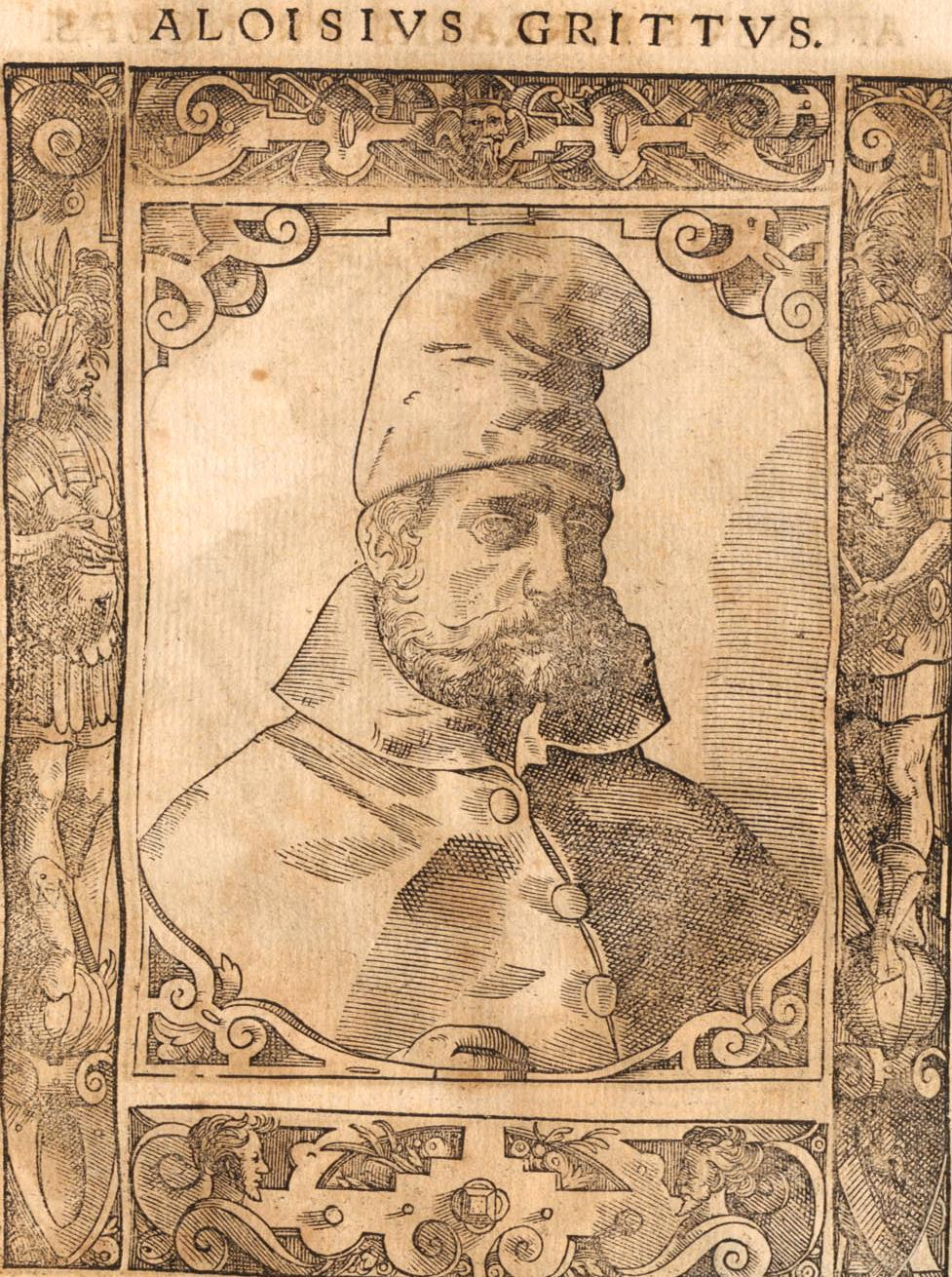
Alvise Gritti

アルヴィーゼ・グリッティ（イタリア語: Alvise Gritti、1480年9月29日 - 1534年10月9日）は、ヴェネツィア共和国出身の政治家。
名前表記は、Aloiso、Lodovigo等、多数の例がある。

## 生涯
ヴェネツィア共和国のドージェ（元首）であったアンドレア・グリッティ（在任:1523年-1538年）の庶子。妾腹のためヴェネツィアで要職に就けなかった。
1526年8月、モハーチの戦いでヤギェウォ家のラヨシュ2世が戦死した後、サポヤイ・ヤーノシュに仕えた。
もともと、ヤギェウォ家とハプスブルク家の間に結ばれたウィーン条約により、ラヨシュ2世の死没後はハプスブルク家のオーストリア大公フェルディナントが王位に就くはずであった。しかしマグナートはこれを支持せず、国王選挙の結果、少数派によりフェルディナント大公が、多数派にトランシルバニア候サポヤイ・ヤーノシュ（ヤーノシュ1世）が、それぞれ選出された。フェルディナント大公は武力によりサポヤイ派の排斥を試みた。サポヤイ派が望みを託したのは、隣接するオスマン帝国であった。
1527年、アルヴィーゼはオスマン帝国のスレイマン1世及び大宰相イブラヒム・パシャと初めて会見する。サポヤイ派はスレイマン1世を動かすことに成功し、1529年夏には、スレイマン1世が15万の大軍勢を率い、ハンガリーを制圧するとともにヤーノシュ1世を臣従させた。そして、第一次ウィーン包囲が行われ、旧教と新教の対立が激しいキリスト教諸国に衝撃を与えた。ウィーン包囲自体はオスマン帝国の撤退に終わったが、フェルディナント大公も妥協し、ハンガリーは分割され、ヤーノシュ1世の王位も承認された。
1534年10月、トランシルヴァニアのメディアシュ（現ルーマニア）において、アルヴィーゼは民衆の蜂起により殺害された。

## 登場する作品
小説
- 塩野七生『緋色のヴェネツィア―聖マルコ殺人事件』

庶子である故に叶わなかった、かつての恋人リヴィアとの結婚のため、ハンガリアで貴族の位を目指す主人公として描かれる。1991年に宝塚歌劇団花組で舞台化され、大浦みずきがアルヴィーゼ役を演じた（詳細は『ヴェネチアの紋章』を参照）。
漫画
- 篠原千絵『夢の雫、黄金の鳥籠』

大宰相イブラヒムの友人、そして彼の妻でスレイマン1世の妹ハディージェ皇女の恋人として描かれる。ハディージェとの結婚のため、野心を燃やす。
ドラマ
- 『オスマン帝国外伝〜愛と欲望のハレム〜』